# Cirriemblemaria
Cirriemblemaria is een monotypisch geslacht van straalvinnige vissen uit de familie van snoekslijmvissen (Chaenopsidae).

## Soort
- Cirriemblemaria lucasana (Stephens, 1963)